# Suorggejávri
Suorggejávri, enligt tidigare ortografi Suorkejaure, är en sjö i Gällivare kommun i Lappland och ingår i Luleälvens huvudavrinningsområde. Sjön är 47 meter djup, har en yta på 2,67 kvadratkilometer och befinner sig 547 meter över havet. Suorggejávri ligger delvis i Sjaunja Natura 2000-område och delvis i Stora Sjöfallet Natura 2000-område. Sjön avvattnas av vattendraget Suorggejohka. Huvudsakligt tillflöde är Sunddegorži som avvattnar Ávddajávri.
Namnets betydelse är oklar. Förledet Suorgge finns i det lulesamiska språket och översätts som linje, gren, inriktning, sektor.

## Delavrinningsområde
Suorggejávri ingår i det delavrinningsområde (751903-158403) som SMHI kallar för Utloppet av Suorkejaure. Medelhöjden är 851 meter över havet och ytan är 17,58 kvadratkilometer. Räknas de 38 avrinningsområdena uppströms in blir den ackumulerade arean 1 166,43 kvadratkilometer. Suorggejohka som avvattnar avrinningsområdet har biflödesordning 4, vilket innebär att vattnet flödar genom totalt 4 vattendrag (Tjävrráädno, Viedásädno, Stora Luleälven och Luleälven) innan det når havet. Avrinningsområdet består mestadels av kalfjäll (75 procent). Avrinningsområdet har 2,66 kvadratkilometer vattenytor vilket ger det en sjöprocent på 15,1 procent. Delavrinningsområdet täcks till 0,55 procent av glaciärer, med en yta av 0,0975 kvadratkilometer.